# Coincya richeri
Coincya richeri är en korsblommig växtart som först beskrevs av Dominique Villars, och fick sitt nu gällande namn av Werner Rodolfo Greuter och Hervé Maurice Burdet. Coincya richeri ingår i släktet lacksenaper, och familjen korsblommiga växter. Inga underarter finns listade i Catalogue of Life.

## Bildgalleri

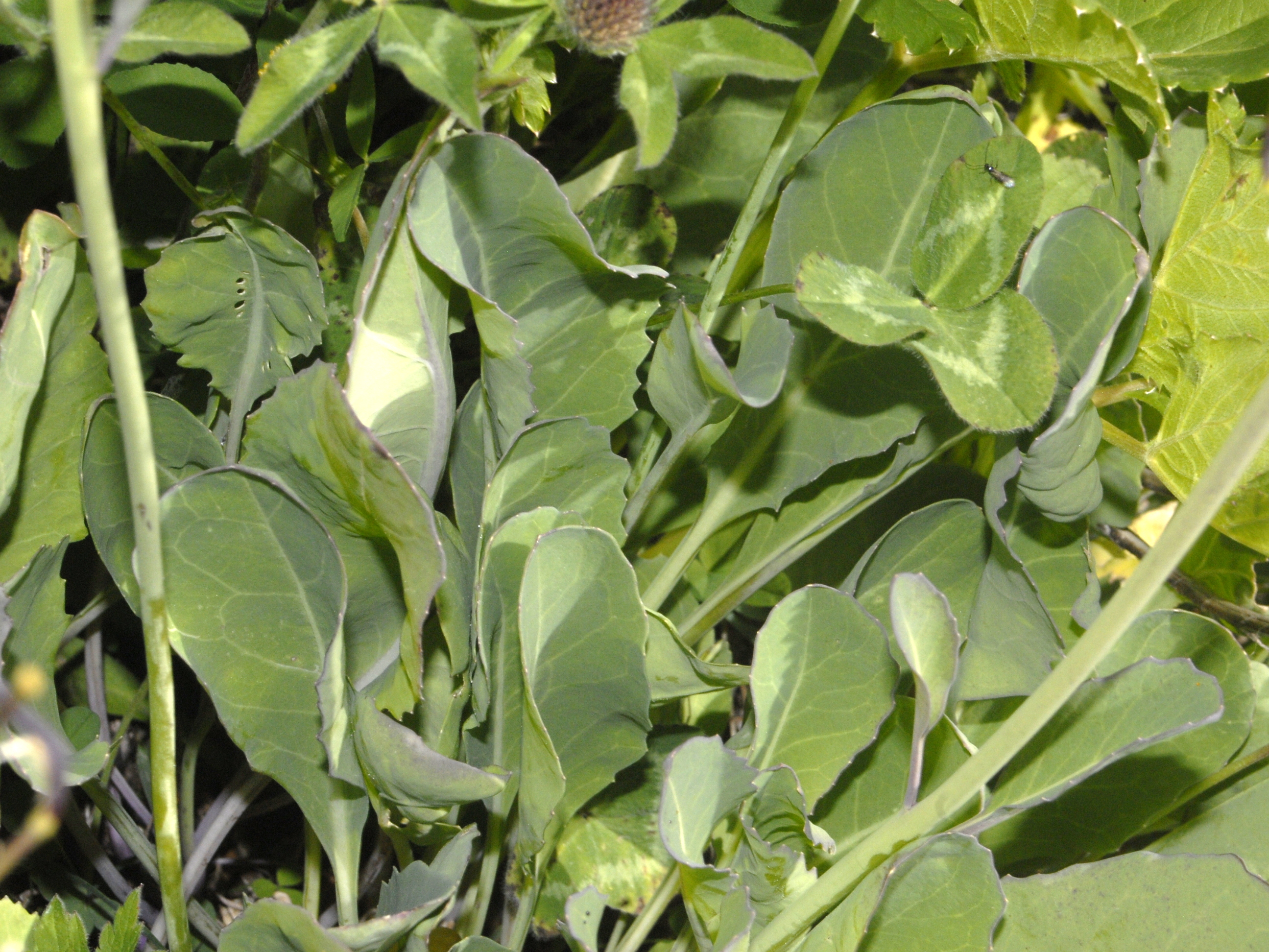